# سادا یاکو
سادا یاکو (به ژاپنی: 川上 貞奴) (زاده ۱۸ ژوئیه ۱۸۷۱ - درگذشته ۷ دسامبر ۱۹۴۶) گیشا، هنرپیشه و رقصنده ژاپنی بود.

## زندگی
او در میان دوازده فرزند خانواده‌اش، کوچک‌ترین بود. به گفته خودش، پدربزرگ مادری‌اش دستیار قاضی و تقریباً مشهور بوده و خانه آن‌ها در نیهونباشی بوده است. برای نسل‌ها، خانواده آن‌ها فروشگاه بزرگی که شامل کتابفروشی و صرافی می‌شده را اداره می‌کردند. بر اساس زندگینامه‌ای که لزلی داونر از او به دست داده است، مادر او، اوتاکا کوگوما در زیبایی زبانزد بوده است. در جوانی او، مادرش برای مدتی در عمارت دایمو، یکی از حاکمان ایالتی کار کرد و به همین واسطه، سبک زندگی اشرافی را آموخت. پدرش، هیساجیرو کویاما مرد آرام و معتقدی بود که به او لقب بودا داده بودند. او وقتی با مادر سادا ازدواج کرد، به خانه خانوادگی آن‌ها کوچید و کسب و کار خانوادگی آن‌ها را به ارث برد. در همین حین، بسیاری از پروژه‌های صنعتی‌سازی تحت حمایت دولت میجی، با اعمال مالیات‌های سنگین و افزاریش تورم همراه بود و باعث شد خانواده کویاما و بسیاری دیگر از خانواده‌ها، سرمایه‌های خود را از دست بدهند. خانواده برای تأمین مایحتاج خود، کسب و کاری بر اساس دادن وام به راه انداخت و وقتی سادا چهار ساله بود، او را برای ار به عنوان پیش‌خدمت به خانه گیشای هامادا فرستادند سه سال بعد پدرش درگذشت و این اتفاق باعث شد صاحب هامادا، کامکیچی او را به عنوان وارث خود برگزیند. او در زمستان ۱۸۸۳ و در سن دوازده سالگی، آغاز به کارش را به عنوان یک اوشاکو، ساقی ساکی و کارآموز گیشا جشن گرفت. او همچنین اولین نام گیشایی خود را به دست آورد. از این زمان به بعد، او، کویاکو یا یاکوی کوچک، که نام یکی از ستایش‌شده‌ترین گیشاهای توکیو بود، خوانده شد. از این پس کامکیچی اطمینان حاصل کرد که یاکوی کوچک، باید به نوبه خودش برای بدل شدن به یک ستاره رشد کند.